# Tebyan
Tebyan (persisch سایت موسسه فرهنگی و اطلاع رسانی تبیان „Kultur- und Informationsinstitut Tebyan“) ist ein iranisches Institut zur Verbreitung von Informationen über religiöse Angelegenheiten und zur Förderung der Einführung islamischer Kultur und islamischer Sichtweisen durch Informationstechnologie. Es wurde am 11. September 2001 gegründet, seine offizielle Web-Arbeit begann das Zentrum im Jahr 2002.
Seine Nachrichten und Services werden in neun Sprachen (Persisch, Arabisch, Englisch, Französisch, Russisch, Türkisch, Urdu, Malawi und Kurdisch) verbreitet.